# 머지강

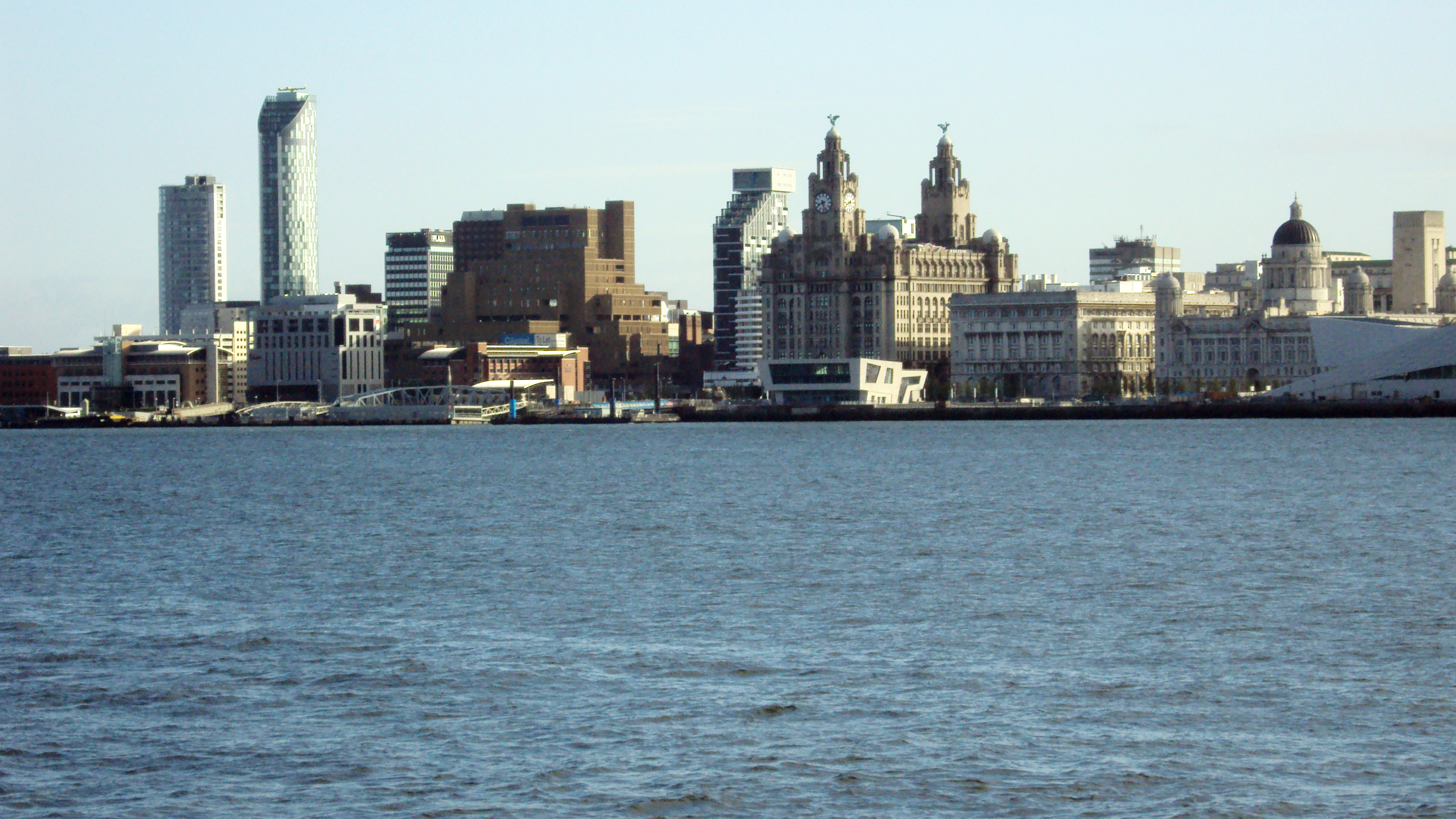
머지강

머지강(River Mersey)은 잉글랜드 노스웨스트잉글랜드를 흐르는 강으로, 수원은 그레이터맨체스터주의 스톡포트이다. 하구의 도시는 머지사이드주의 리버풀로, 길이는 112 km이다.